# 基岩

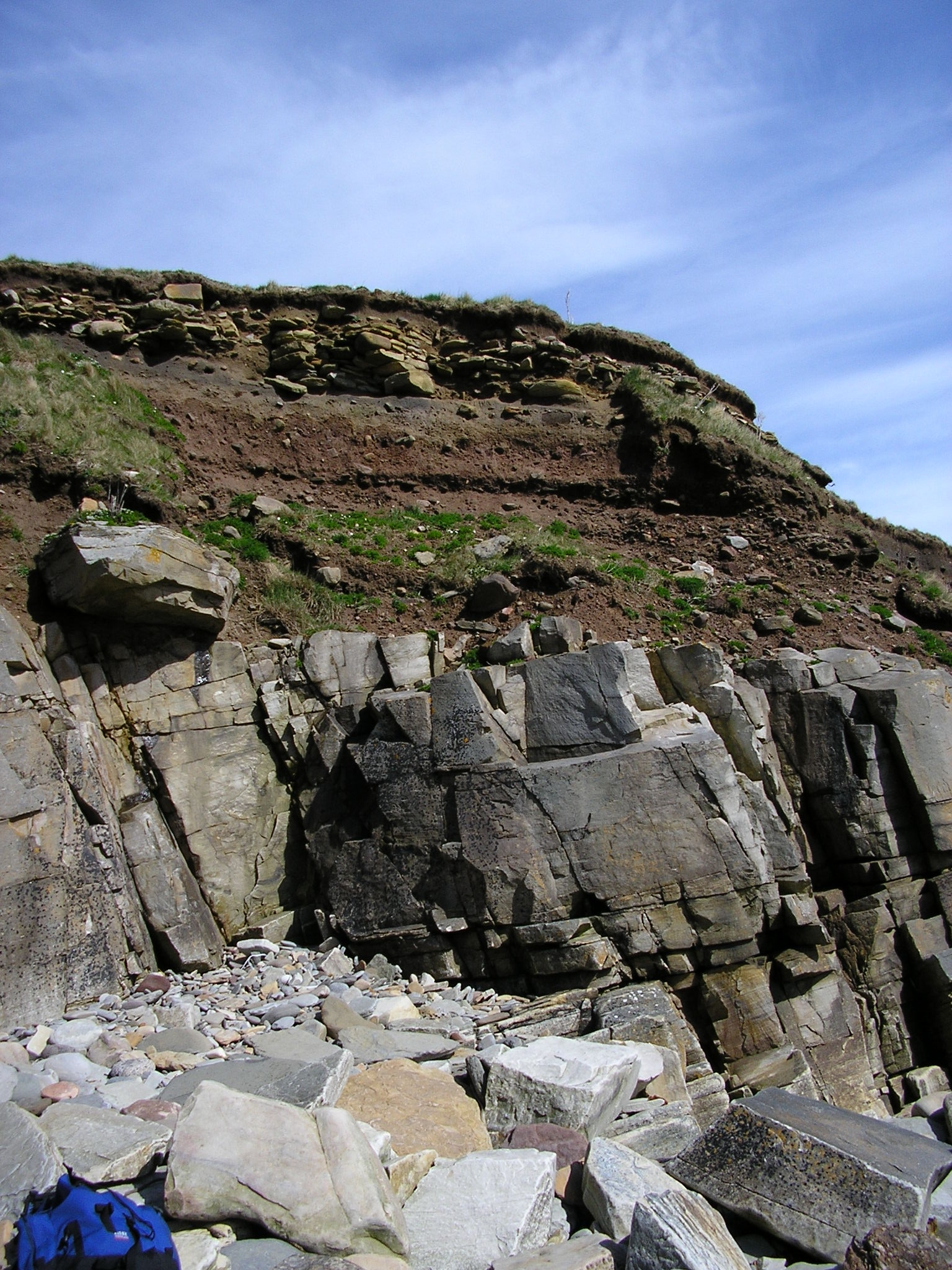
凱瑟尼斯一個露出基岩的山體

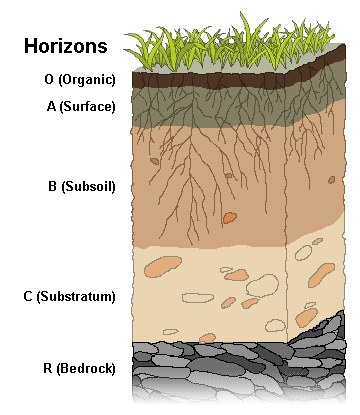
基岩的位置（R）

基岩，又名底岩、岩床，指的是行星风化层下的一層堅硬岩石。基岩的定義是相當鬆散的，任何地表鬆散覆蓋層下的堅硬岩石都可以叫做基岩。岩石類型也不定。它可能深藏在地底，但也可能會在山體滑坡等情況發生時露出地表。

## 外部連接
- 维基共享资源上的相關多媒體資源：基岩